# Glogovica (miasto Zaječar)
Glogovica (cyr. Глоговица) – wieś w Serbii, w okręgu zajeczarskim, w mieście Zaječar. W 2011 roku liczyła 387 mieszkańców.